# Верне (Шер)
Верне́ (фр. Vernais) — коммуна во Франции, находится в регионе Центр. Департамент — Шер. Входит в состав кантона Шарантон-дю-Шер. Округ коммуны — Сент-Аман-Монтрон.
Код INSEE коммуны — 18276.

## География

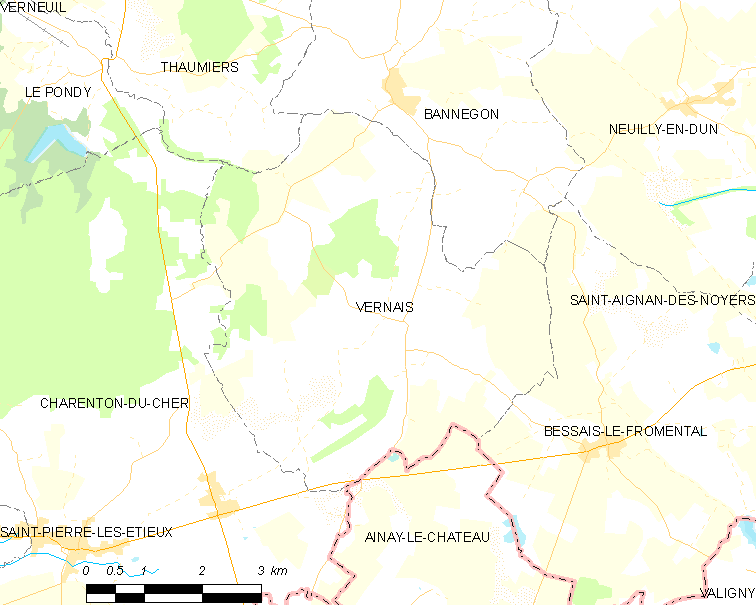
Карта коммуны

Коммуна расположена приблизительно в 240 км к югу от Парижа, в 140 км юго-восточнее Орлеана, в 45 км к юго-востоку от Буржа.
По территории коммуны проходит канал Берри, а вдоль северной границы протекает река Орон.

## Население
Население коммуны на 2008 год составляло 213 человек.
| 1962 | 1968 | 1975 | 1982 | 1990 | 1999 | 2008 |
| ---- | ---- | ---- | ---- | ---- | ---- | ---- |
| 287  | 294  | 296  | 280  | 255  | 232  | 213  |

## Экономика
Основу экономики составляют лесное и сельское хозяйство.
В 2007 году среди 141 человека в трудоспособном возрасте (15-64 лет) 91 были экономически активными, 50 — неактивными (показатель активности — 64,5 %, в 1999 году было 60,5 %). Из 91 активных работали 80 человек (41 мужчина и 39 женщин), безработных было 11 (8 мужчин и 3 женщины). Среди 50 неактивных 3 человека были учениками или студентами, 16 — пенсионерами, 31 были неактивными по другим причинам.

## Достопримечательности
- Церковь Нотр-Дам (XII век). Исторический памятник с 1995 года[3]